# 萨尔迪约
萨尔迪约（法語：Sardieu，法語發音：[saʁdjø]）是法国伊泽尔省的一个市镇，属于维埃纳区。

## 地理
萨尔迪约（45°22'9"N, 5°12'43"E）面积11.2 平方千米，位于法国奥弗涅-罗讷-阿尔卑斯大区伊泽尔省，该省份为法国东南部内陆省份，北起顺时针与安省、萨瓦省、上阿尔卑斯省、德龙省、阿尔代什省、卢瓦尔省和罗讷省。
与萨尔迪约接壤的市镇（或旧市镇、城区）包括：沙特奈、拉科特圣安德烈、马尔西约勒、珀诺勒、圣西梅翁德布雷雪、奥尔纳雪-巴尔班。

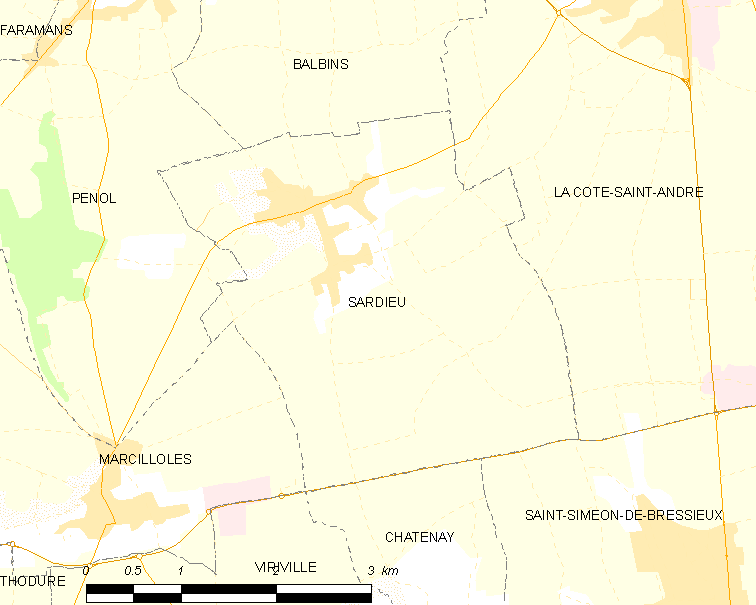
萨尔迪约的OSM定位图

萨尔迪约的时区为UTC+01:00、UTC+02:00（夏令时）。

## 行政
萨尔迪约的邮政编码为38260，INSEE市镇编码为38473。

## 政治
萨尔迪约所属的省级选区为比耶夫尔县。

## 人口

1962-2008年间萨尔迪约人口变化图示

萨尔迪约于2022年1月1日时的人口数量为1184人。